# 林政賢 (政治人物)
林政賢（1959年6月28日—），中華民國政治人物，中國國民黨籍，現任桃園市議會議員，並擔任桃園市議會國民黨團總召集人。曾任桃園縣議會議員
、桃園市議員
等職務。

## 家世
其父林後田，曾任雲林縣議會議員（第3至第7屆）、嘉南農田水利會代表（第1至第5屆），及雲林縣臺西鄉臺西國民小學老師等職務。
其姑姑郭美瓊，曾任雲林縣議會第6屆議員及雲林縣立臺西國民中學老師。

## 選舉紀錄
| 年度 | 選舉屆數               | 選舉區                  | 所屬政黨   | 得票數 | 得票率 | 當選標記 | 備註  |
| ---- | ---------------------- | ----------------------- | ---------- | ------ | ------ | -------- | ----- |
| 2002 | 第十五屆桃園縣議員選舉 | 桃園縣第1選舉區(桃園市) | 中國國民黨 | 3,669  | 3.70%  |          |       |
| 2005 | 第十六屆桃園縣議員選舉 | 桃園縣第1選舉區(桃園市) | 中國國民黨 | 10,504 | 6.91%  |          | [ 7 ] |
| 2009 | 第十七屆桃園縣議員選舉 | 桃園縣第1選舉區(桃園市) | 中國國民黨 | 8,581  | 6.10%  | [ 8 ]    |       |
| 2014 | 第一屆桃園市議員選舉   | 桃園市第1選舉區(桃園區) | 中國國民黨 | 9,118  | 5.06%  | [ 9 ]    |       |
| 2018 | 第二屆桃園市議員選舉   | 桃園市第1選舉區(桃園區) | 中國國民黨 | 14,362 | 7.58%  | [ 10 ]   |       |
| 2022 | 第三屆桃園市議員選舉   | 桃園市第1選舉區(桃園區) | 中國國民黨 | 11,695 | 5.65%  |          |       |

## 外部連結
- 维基共享资源上的相關多媒體資源：林政賢
- 中華民國內政部-地方公職人員資訊專區-直轄市議員 （页面存档备份，存于）
- 林政賢的Facebook專頁
- 林政賢-台灣選舉維基百科  （页面存档备份，存于）
- 林政賢•中國國民黨籍•臺灣選舉資料庫 （页面存档备份，存于）
- 桃園市議會-議員介紹-本屆議員 （页面存档备份，存于）